# Mia Zapata
Mia Zapata (Louisville, 25 augustus 1965 – Seattle, 7 juli 1993) was een Amerikaanse zangeres die bekendheid vergaarde binnen de punkcultuur van Seattle als zangeres van The Gits. Ze werd in 1993 op 27-jarige leeftijd vermoord.

## Biografie
Ze werd geboren in Louisville, Kentucky en luisterde als kind vooral naar bluesartiesten als Billie Holiday en Bessie Smith. Toen ze achttien was ging ze naar Antioch College in Yellow Springs, een Liberal arts college. Daar ontmoette zij muzikanten waarmee zij een paar jaar later The Gits oprichtte. Het geluid van de band klinkt het meest als gewone punkrock maar neigt, door Zapata's met blues getinte zangstem, enigszins naar pop. De rockmuziek uit het einde van de jaren tachtig en begin negentig kreeg de naam grunge, en The Gits week van dit algemene geluid af door meer als basispunk te klinken met vaste akkoorden die bleven herhalen en waar in een heel nummer maar een paar veranderingen in voorkwamen. Grunge daarentegen bevat vaak meer een opbouw met een brug tussen het couplet en het refrein een gitaarsolo en een opbouw die als een makkelijk liedje valt te beluisteren.
De band bracht in de eerste jaren na 1990 twee albums uit: Frenching The Bully en Enter: The Conquering Chicken.
Op 7 juli 1993 verliet Zapata na een optreden met de band om 2:00 uur in de nacht alleen een bar. Ze heeft in de twintig minuten die volgden een vriend bezocht die om de hoek woonde. Dat was de laatste keer dat ze levend werd gezien. Het kan zijn dat ze daarna een wandeling is gaan maken naar het zuiden van de stad waar zij woonde. Om 3:30 werd haar lichaam gevonden. Toen zij om 2:00 de bar verliet droeg ze een koptelefoon en er is aangenomen dat zij deze ook droeg op straat en dus compleet verrast werd door haar moordenaar. Toen haar lichaam werd gevonden, werd vastgesteld dat ze gewelddadig was verkracht en dat ze, als ze niet gewurgd was met het koord van haar trui, was gestorven aan de vele klappen tegen haar hoofd. Als reactie werd een grote muzikale protestcampagne opgezet tegen seksueel geweld tegen vrouwen. Hier werkten bands aan mee als Pearl Jam en Nirvana.
Op haar lichaam werd speeksel aangetroffen, maar doordat er destijds nog geen goede DNA-onderzoeken konden worden verricht duurde het elf jaar voordat er iemand werd aangehouden. De moordenaar kreeg een gevangenisstraf van 36 jaar.